# Me’eter
Das Militärgefängnis Me’eter oder Meitir, bzw. camp me'eter/camp meitir  in Eritrea befindet sich in der Nähe der Stadt Nakfa zwischen Karura and Massaua an der Küste des Roten Meeres. Der genaue Ort dieser Militärhaftanstalt ist unbekannt, möglicherweise befindet es sich jedoch bei 16° 26′ 2,6″ N, 38° 41′ 57,8″ O. 
Die geographische Lage und eine Augenzeugenbeschreibung weisen darauf hin.
Es ist eines von mindestens 37 weiteren Militärgefängnissen und Internierungslagern in Eritrea, wo laut Menschenrechtsorganisationen zwischen 5.000 und 10.000 politische Gefangene und zwischen 1.200 und 1.500 religiöse Häftlinge unter prekären Bedingungen interniert sind.
Im Jahr 2013 sind zwei Angehörige der Religionsgemeinschaft Jehovas Zeugen während der Haft in Me’eter/Meitir in Folge der dortigen Haftbedingungen zu Tode gekommen. Ein weiterer starb im Jahr 2016, einige Monate nachdem er wegen seines kritischen Gesundheitszustandes entlassen worden war. Zusammen mit 24 anderen Zeugen Jehovas wurde er am 5. Oktober 2011 zum Zweck einer besonderen disziplinarischen Maßnahme in ein halb in die Erde eingegrabenes Metallgebäude gesperrt. Dort blieb er bis August 2012. Der Gesundheitszustand verschlechterte sich wegen der sengenden Sommerhitze und unzureichender Nahrungs- und Wasserversorgung.